# Néstor de la Torre Menchaca
Néstor de la Torre Menchaca (* 23. Juli 1963 in Guadalajara, Jalisco) ist ein ehemaliger mexikanischer Fußballspieler auf der Position des Stürmers, der bis Oktober 2010 als Direktor für die mexikanische Nationalmannschaft tätig war. 

## Leben

### Spieler
Néstor de la Torre begann seine Profikarriere in der Saison 1983/84 bei seinem Heimatverein Chivas Guadalajara. Es war zugleich seine erfolgreichste Spielzeit für die Chivasi, für die er in dieser Saison fünf Treffer in der mexikanischen Primera División erzielte. 
Sein erstes Spiel in der Primera División bestritt er am 10. März 1984 in einem clásico tapatío, der mit 5:3 gegen den Stadtrivalen Atlas gewonnen wurde. Die folgenden Wochen waren seine persönlich erfolgreichste Zeit im Chivas-Trikot: bereits in seinem zweiten Erstligaspiel gegen den CF Monterrey am 17. März 1984 erzielte er beide Treffer zum 2:0-Sieg. Auch in den beiden anschließenden Spielen gegen den Club Universidad Nacional (1:0) am 25. März 1984 und den Club Necaxa (1:1) am 1. April 1984 erzielte er den jeweils einzigen Treffer für seine Mannschaft. 
In der Saison 1986/87 gehörte er zum Kader der Meistermannschaft von Chivas Guadalajara, dem der erste Meistertitel nach 17 Jahren gelang. 
Doch mit seiner eigenen Karriere ging es zunächst immer mehr bergab und nachdem er in der Saison 1988/89 ohne Einsatz blieb, wechselte er zum Lokalrivalen Tecos de la UAG, für den er in der darauffolgenden Saison 1989/90 insgesamt 22 Einsätze absolvierte und fünf Treffer erzielte. Daraufhin holten die Chivistas ihn zurück, für die De la Torre in der nächsten Spielzeit 16 Einsätze absolvierte, es aber dennoch nur auf zwei Treffer brachte. 
Seine letzte Saison in der mexikanischen Primera División absolvierte er 1992/93 für die benachbarten Leones Negros de la UdeG. 

### Funktionär
Nach dem Ende seiner aktiven Laufbahn arbeitete Néstor de la Torre im Management seines Exvereins Chivas Guadalajara und später als Direktor der Nationalmannschaft. 
Am 10. Oktober 2010 trat de la Torre von seinem Posten als Direktor der Nationalmannschaft zurück. Nachdem einige Nationalspieler aufgrund von disziplinarischen Verfehlungen zu empfindlichen Geldstrafen verurteilt und zwei von ihnen (Carlos Vela und Efraín Juárez) für sechs Monate von der Nationalmannschaft suspendiert worden waren, beschwerten die betroffenen Spieler sich in einem Brief bei De la Torre für die gegen sie getroffenen Maßnahmen. In diesem baten sie unter anderem darum, von der Nationalmannschaft freigestellt zu werden, bis die internen Angelegenheiten geregelt seien. Aufgrund des daraus entstandenen Drucks wurde De la Torre um eine öffentliche Entschuldigung geboten, die er ablehnte. Darauf traf er die Entscheidung, von seinem Posten zurückzutreten.
Bereits wenige Wochen nach seinem Rücktritt als Direktor der FMF kehrte Néstor de la Torre ins Management des CD Guadalajara zurück.

## Erfolge
- Mexikanischer Meister: 1986/87